# محمد الكرافس
محمد الكرافس هو كاتب وباحث مغربي.

## سيرة ذاتية
د. محمد الكرافس - كاتب وباحث مغربي من مواليد ( الخنيشات) سيدي قاسم سنة 1977، حاصل على شهادة الدكتوراه في الآداب، يشتغل بتدريس اللغة العربية وآدابها، يبدع في مجالي الرواية و الشعر، كما يكتب الدراسات النقدية. نشرت أعماله بالمجلات العربية والمنابر الثقافية، تحصل على عدة جوائز أدبية منها: الجائزة الأولى في مسابقة الشعر من قناة 2M سنة 2007، وجائزة دار ناجى نعمان العالمية للثقافة والآداب (بيروت) 2009، وجائزة المكتبة العالمية للشعر (بأمريكا ) 2008، وجائزة الشارقة للإبداع الأدبي بالإمارات العربية المتحدة دورة 2010 (الرواية)، وجائزة صلاح هلال للقصة القصيرة بمصر دورة 2016، وجائزة قلمي الأدبية للرواية بدبي 2016.
شارك محمد الكرافس في عدد من الملتقيات الأدبية والإعلامية بربوع الوطن العربي.
من إصدارات د. محمد الكرافس:
- الظل يتعرى، شعر، المغرب، 2009.
- حلم يتلوى في زورق، شعر، مصر، 2010.
- تضاريس الخبز و الوطن، رواية، الشارقة، الإمارات العربية، 2010.
- Eugene O’neill’s Philosophy In 'Long Day’s Journey Into Night': كتاب نقدي باللغة الإنجليزية، ألمانيا، 2011.
-  السيميائيات العامة بين السيميولوجيا و السيميوطيقا، الأردن، 2018.
-  السيميائيات السردية العربية، نقد، الشارقة الإمارات، 2023.
-  تجارب سيميائية سردية، نقد، الأردن، 2023
-  آلام عابرة للقارات،رواية، الأردن، 2024.
إضافة إلى بحوث ومقالات ودراسات نقدية صدرت في منابر إعلامية عربية من قبيل نقد 21 (مصر)، الرافد، الخليج (الإمارات العربية المتحدة)، القدس العربي (بريطانيا) البيان (الكويت)، هسبريس، الصقيلة، أوراق ثقافية (المغرب) ..
إخفاء

### كتب ومؤلفات الكاتب د. محمد الكرافس:: (1 كتاب متاح للتحميل)
- السيميائيات العامة بين السيميولوجيا والسيميوطيقاhttps://foulabook.com/ar/author/%D9%83%D8%AA%D8%A8-%D8%AF.-
- %D9%85%D8%AD%D9%85%D8%AF-%D8%A7%D9%84%D9%83%D8%B1%D8%A7%D9%81%D8%B3-pdf

## أعماله
صدر له:
- «الظل يتعرى» (شعر)، بالمغرب عام 2009م.
- «حلم يتلوى في زورق» (شعر)، مصر، عام 2010م.
- «تضاريس الخبز و الوطن» (رواية)، بالشارقة في الإمارات العربية المتحدة عام 2010م.
- «Eugene O’neill’s Philosophy In 'Long Day’s Journey Into Night'» كتاب نقدي باللغة الإنجليزية، في ألمانيا، عام 2011م.
- «السيميائيات العامة بين السيميولوجيا والسيميوطيقا»، بالأردن، عام 2018م.

إضافة إلى بحوث و دراسات نقدية صدرت في منابر إعلامية عربية من قبيل الرافد، الخليج (الإمارات)، البيان (الكويت)، الصقيلة، أوراق ثقافية (المغرب)...

## الجوائز
حصل على عدة جوائز، وهي:
- جائزة القناة الثانية المغربية الأولى للإبداع الشعري، (الدورة 2) سنة 2007م.
- جائزة المكتبة العالمية للشعر أمريكا عام 2008م.
- جائزة ناجي نعمان الأدبية (استحقاق)، صنف الشعر، بلبنان عام 2009م.
- جائزة الشارقة للإبداع العربي الثالثة، فرع الرواية، الإمارات العربية المتحدة عام 2010م.
- جائزة صلاح هلال للقصة القصيرة بمصر دورة 2016م.
- جائزة قلمي الأدبية بدبي عام 2016م.